# Kazuki Ōta
Kazuki Ōta (japanisch 太田 一輝 Ōta Kazuki; * 27. Januar 1993 in Iwata) ist ein japanischer Fußballspieler.

## Karriere
Ōta erlernte das Fußballspielen in der Schulmannschaft der Iwata Higashi High School und der Universitätsmannschaft der Kanto-Gakuin-Universität. Seinen ersten Vertrag unterschrieb er 2015 bei Azul Claro Numazu. Am Ende der Saison 2016 stieg der Verein in die J3 League auf. Für den Verein absolvierte er 91 Ligaspiele. Ende 2018 beendete er seine Karriere als Fußballspieler.